# Покрајац
Покрајац је по свему судећи словенско презиме ког најчешће носе припадници српске или хрватске националности. Постоји неколико верзија порекла презимена Покрајац.

## Историјат
По некима, оно је настало тако што је постојао неки човек који је служио у аустроугарској војсци, на војној граници. То је некадашња граница између Аустрије и Босне која је тада припадала Аустроугарској. пошто је она припадала крају државе, претпоставља се да је по томе тај човек и добио презиме Покрајац. Покрајац је реч која описује неког човека који хода или бивствује по неком крају.
По неким ауторима, Покрајци су потекли из Црне Горе.
Поред ових теорија, врло је могуће претпоставити да презиме Покрајац нема никакве везе с Крајином, него пре с неким прецима Покрајаца који су живели негде у „поткрају“ (на падинама неке планине), и кад су Аустријанци пописивали јужне Словене онда су сви они из „поткраја“ добили презиме „Поткрајац“. Ово „т“ је временом нестало, вероватно због лакшег изговора.
Релативно велики број Покрајаца је живео (и још увек живи) у околини Дрниша (Хрватска), И могуће је да је одатле све кренуло, тј. из Дрниша су отишли широм Аустроугарске (Босне, Далмације, Славоније) и преко Атлантика такође. 
Претпоставља се да је један предак Покрајаца (Мате Покрајац?) чак страдао на Титанику.
Покрајаца има у Босни, Хрватској и Србији. Ови први потичу из предела подножја Динаре - на Ливањском пољу, других има у Славонији и Лици; док су трећи заправо досељеници из ове две претходне републике. Најпознатији Покрајац је Бранислав Покрајац, својевремено најбоље рукометно лево крило.